# 泥岩

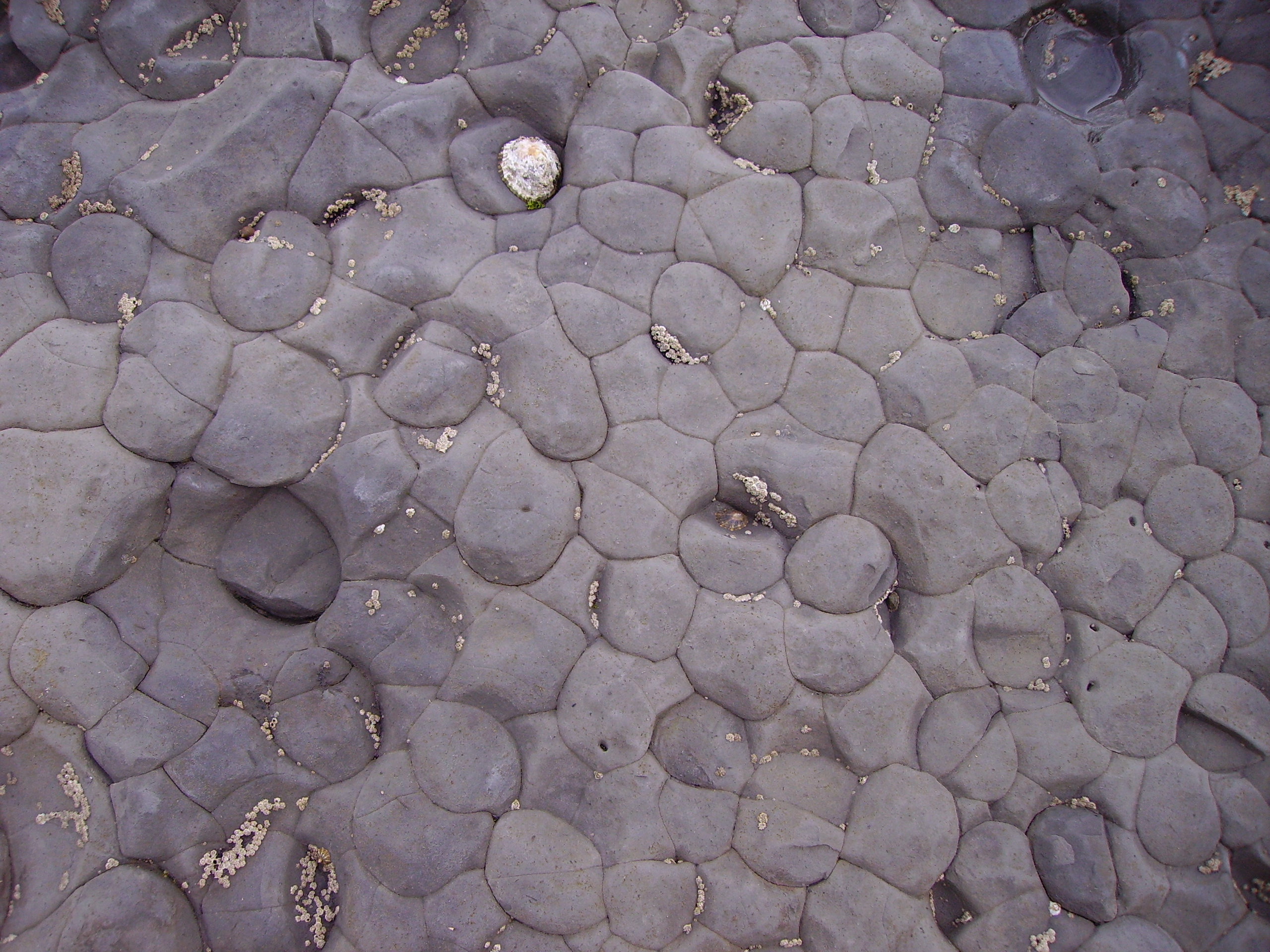

泥岩（英語：mudstone）是一种沉积岩，成分比较复杂，层理不明显，由细颗粒的沉积物形成，黑色泥岩中常含有有机物质，是一种生油的岩系。泥岩根据其中混入的物质，可以分为： 
- 钙质粉砂泥岩
- 铁质泥岩
- 炭质泥岩
- 水云母泥岩 等